# Китайский погром в Благовещенске
Массовое убийство китайцев в Благовещенске (кит. 庚子俄难) — насильственное выселение китайцев из Благовещенска, произошедшее летом 1900 года. Сопровождалось массовыми убийствами. По оценкам историков, в ходе бойни погибло от 3000 до 7000 китайцев.

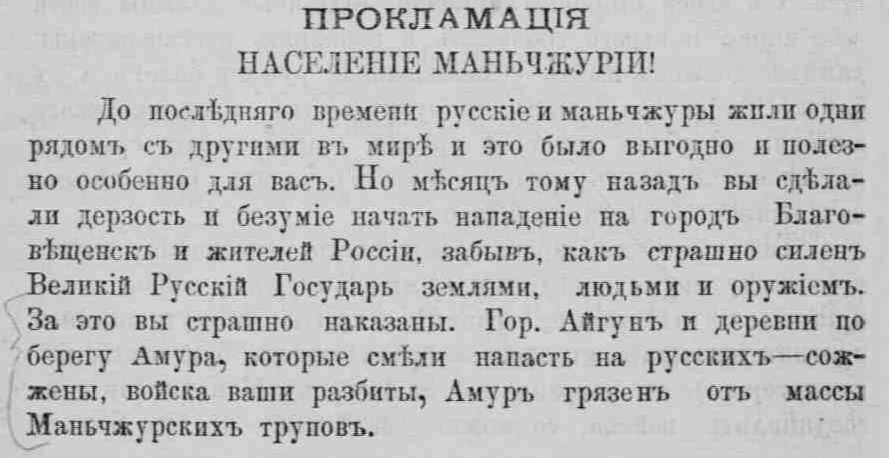
Прокламация русских властей китайскому населению

## Ход событий
С 1898 года Цинская империя была охвачена восстанием ихэтуаней, начавшимся как ответ на захватническую политику европейских государств в Китае.
В июне 1900 года, когда обстановка на границе стала достаточно тревожной, представители местных китайцев обратились к военному губернатору Амурской области К. Н. Грибскому с вопросом, не лучше ли им на время покинуть российскую территорию. На что тот уверил их, что они спокойно могут оставаться, поскольку «правительство великой Российской империи никому не позволит обижать мирных граждан». Вскоре губернатором была издана прокламация, где он угрожал строгими наказаниями за оскорбление мирных китайских подданных. Слова губернатора успокоили многих китайцев Благовещенска, несколько тысяч из них, как и прежде, продолжали находиться в черте города.
В ночь с 23 на 24 июня 1900 года в Пекине по всему городу началась резня христиан, получившая название «Варфоломеевской ночи в Пекине», в ходе которой повстанцы истребили всех христиан (за исключением находящихся в Посольском квартале). Действия восставших, однако, пока ограничивались территорией собственно Китая; в то же время, отношение между многочисленными китайскими подданными, жившими на территориях, присоединенных к России по Айгунскому договору, и местным населением ещё оставались мирными.
1 (14) июля китайцами была предпринята попытка захвата двух российских речных судов на Амуре, сопровождавшаяся обстрелом, в результате которого были ранены 7 человек и одна лошадь.

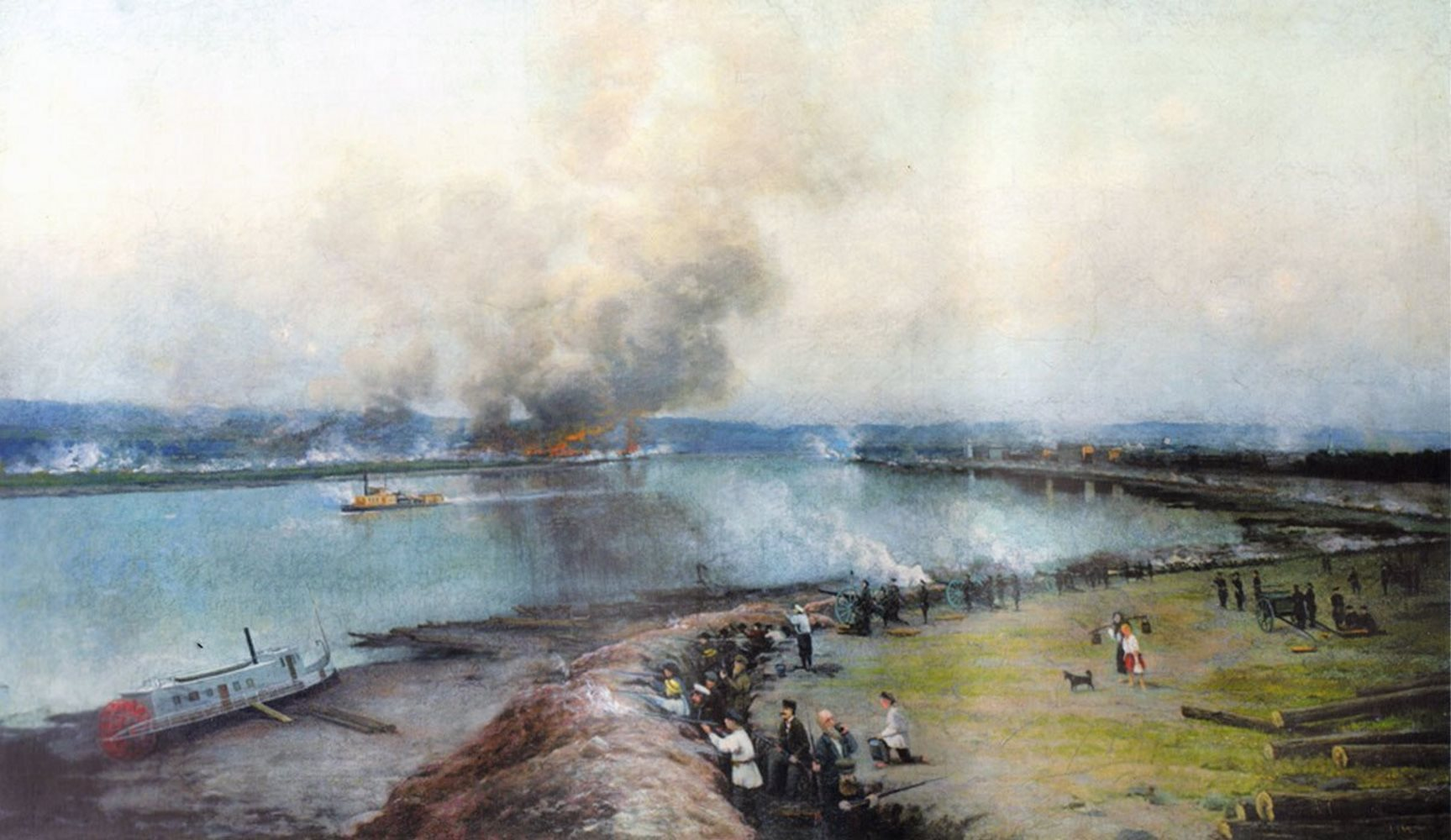
Оборона Благовещенска в 1900 году

2 (15) июля того же года ихэтуани обстреляли Благовещенск из огнестрельного оружия, в ходе которого было убито пять мирных жителей и более десяти ранено. Слухи о жестоких массовых убийствах, совершаемых китайцами, вызвали в городе панику среди мирных жителей. В ответ на это губернатор К. Н. Грибский, реализуя директиву военного министра А. Н. Куропаткина о решительных действиях против китайцев, приказал казакам выселить их из города. Силами полиции и добровольцев были устроены облавы, в ходе которых несколько тысяч человек было интернировано. Облавы сопровождались массовыми грабежами, избиениями и убийствами.

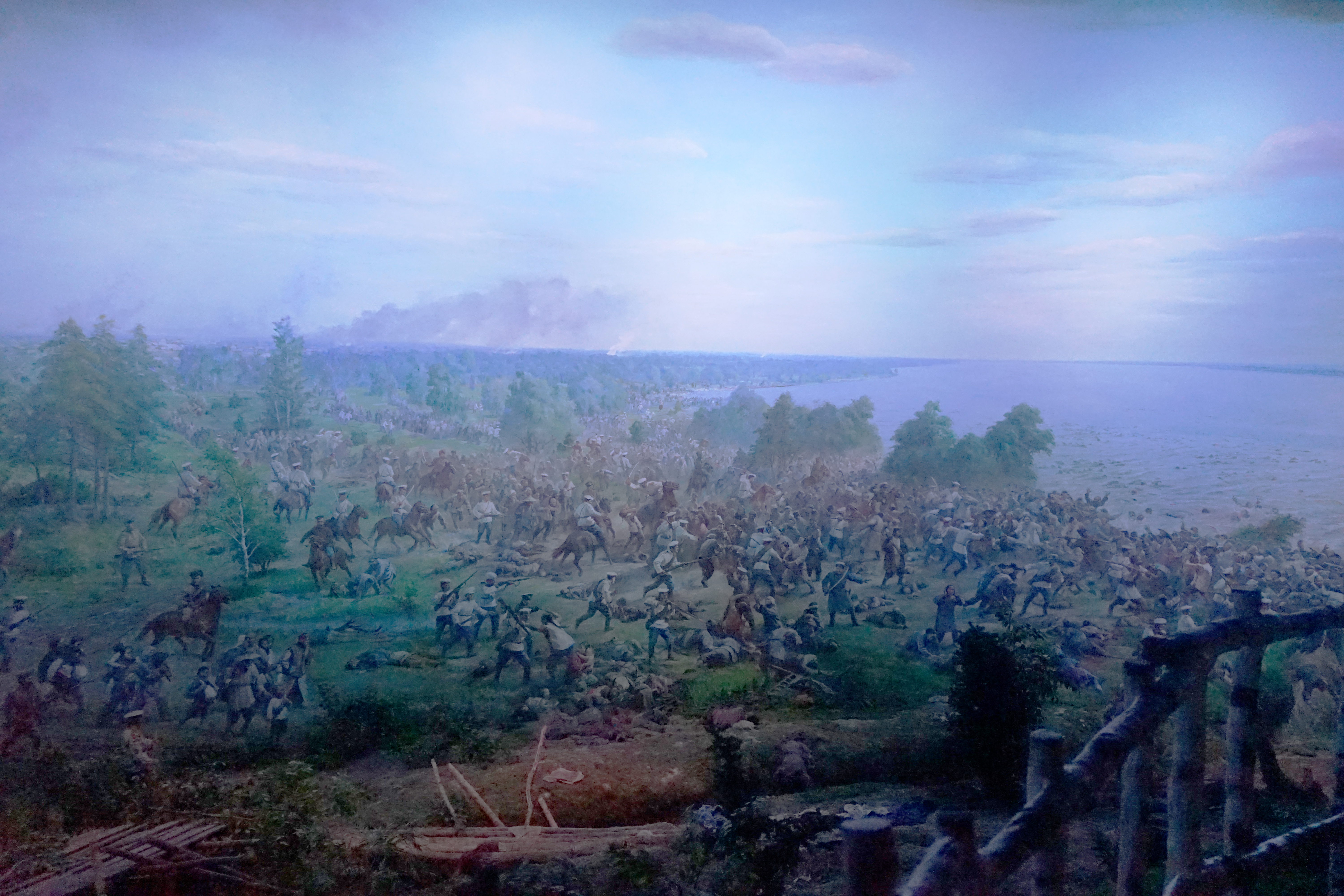
Панорама "Благовещенская резня" в Айгуньском историческом музее

4 (17) июля первая партия численностью до 3,5—4 тысяч человек была отправлена в посёлок Верхне-Благовещенский. Из-за жары часть людей стала отставать, тогда пристав отдал приказ всех отставших «зарубить топорами», в результате было убито несколько десятков человек. В посёлке было выбрано место для переправы (ширина реки составляла 200 м, глубина — до 4 м), людям было приказано плыть. Китайцы большей частью не умели плавать, поэтому после того, как первые вошедшие в воду утонули, оставшиеся отказывались идти, тогда их стали загонять в воду с помощью стрельбы, нагаек и холодного оружия. В итоге, из нескольких тысяч на другой берег Амура переправились только около сотни человек. В последующие дни аналогичная участь постигла ещё несколько сотен человек. По оценкам историков, в ходе бойни погибло от 3000 до 7000 китайцев. Убийства китайцев имели место и в других населённых пунктах губернии, хотя и не приняли столь массового размаха.
Будущий генерал-лейтенант Александр Васильевич Верещагин писал в своих мемуарах, как несколько дней спустя встретился с трупами ниже по реке. "И вот, во всю ширь Амура, поплыли утопленники, точно за нами погоня какая. Пассажиры все повылезли из кают – смотреть на такое невиданное зрелище. Оно до смерти не изгладится из моей памяти. Очевидно, это были те самые несчастные, которые потонули у Благовещенска. Пролежав известное время на дне, они набухли и теперь всплыли".
Преобладающей оценкой благовещенской трагедии в обществе дореволюционной России было отношение к событию как к «трагическому результату превышения мер необходимой самообороны в ситуации смертельной угрозы». Однако встречались и более жёсткие определения, так словарь Брокгауза и Ефрона (статья "Китай" дополнительного тома IA) указывал на отсутствие оснований для выселения китайцев и преступность действий организаторов бойни.